# Oratorio dell'Immacolata Concezione (Corniglio)
L'oratorio dell'Immacolata Concezione è un luogo di culto cattolico dalle forme barocche situato a Roccaferrara Inferiore, piccola frazione di Corniglio, in provincia e diocesi di Parma; è sussidiario della parrocchiale di Santa Maria Maddalena di Roccaferrara Superiore e fa parte della zona pastorale della Montagna.

## Storia
La piccola chiesa fu costruita tra il 1700 e il 1710, per consentire alla popolazione di Roccaferrara Inferiore, distante dalla chiesa di Santa Maria Maddalena di Roccaferrara Superiore, di raggiungere facilmente un luogo di culto.
Tra il 1970 e il 1980 l'edificio fu ristrutturato sia negli interni, ove gli affreschi furono restaurati e il presbiterio fu adeguato ai dettami del Concilio Vaticano II, sia negli esterni, ove il rivestimento in pietra fu consolidato strutturalmente.

## Descrizione

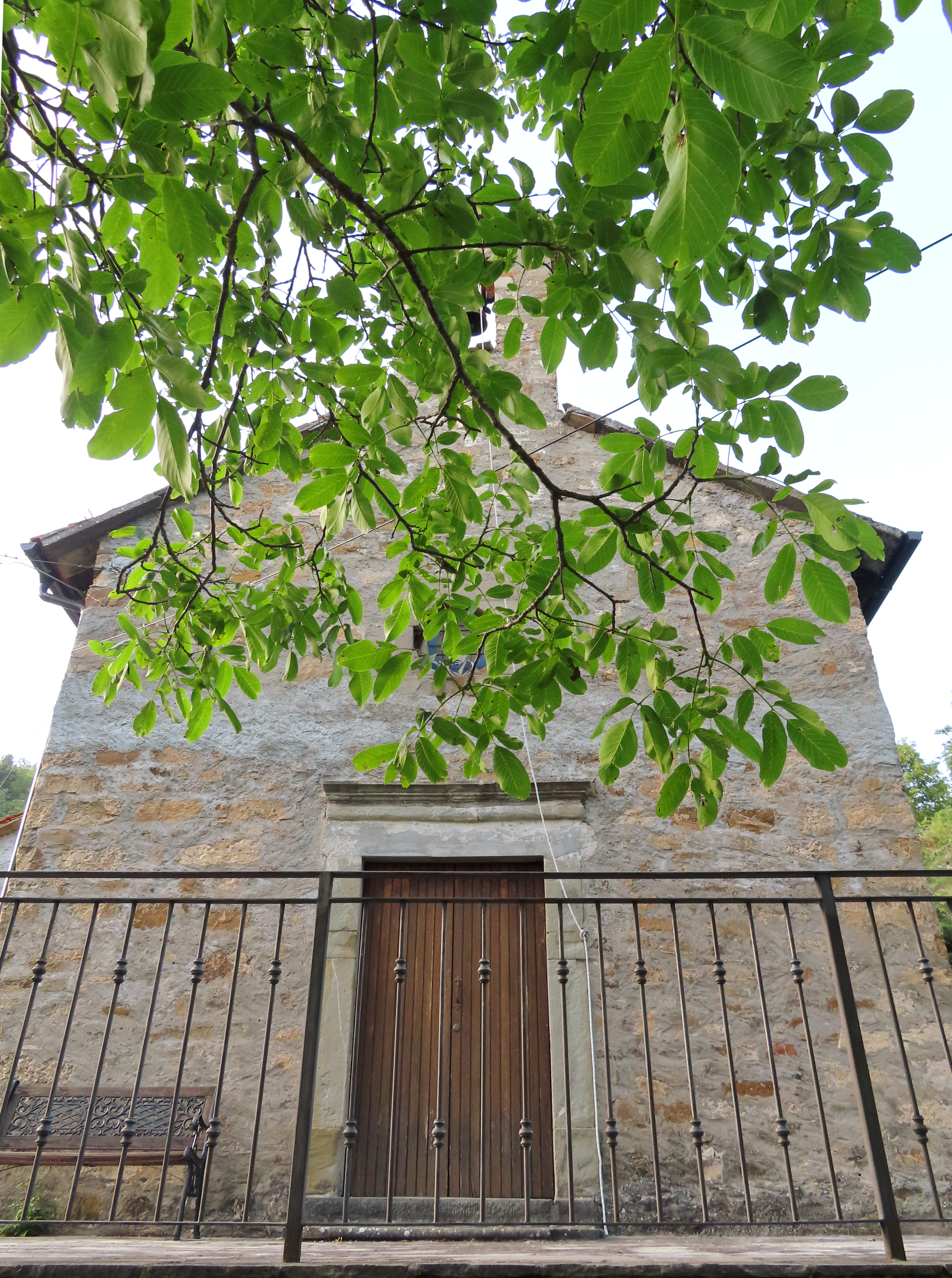
Facciata

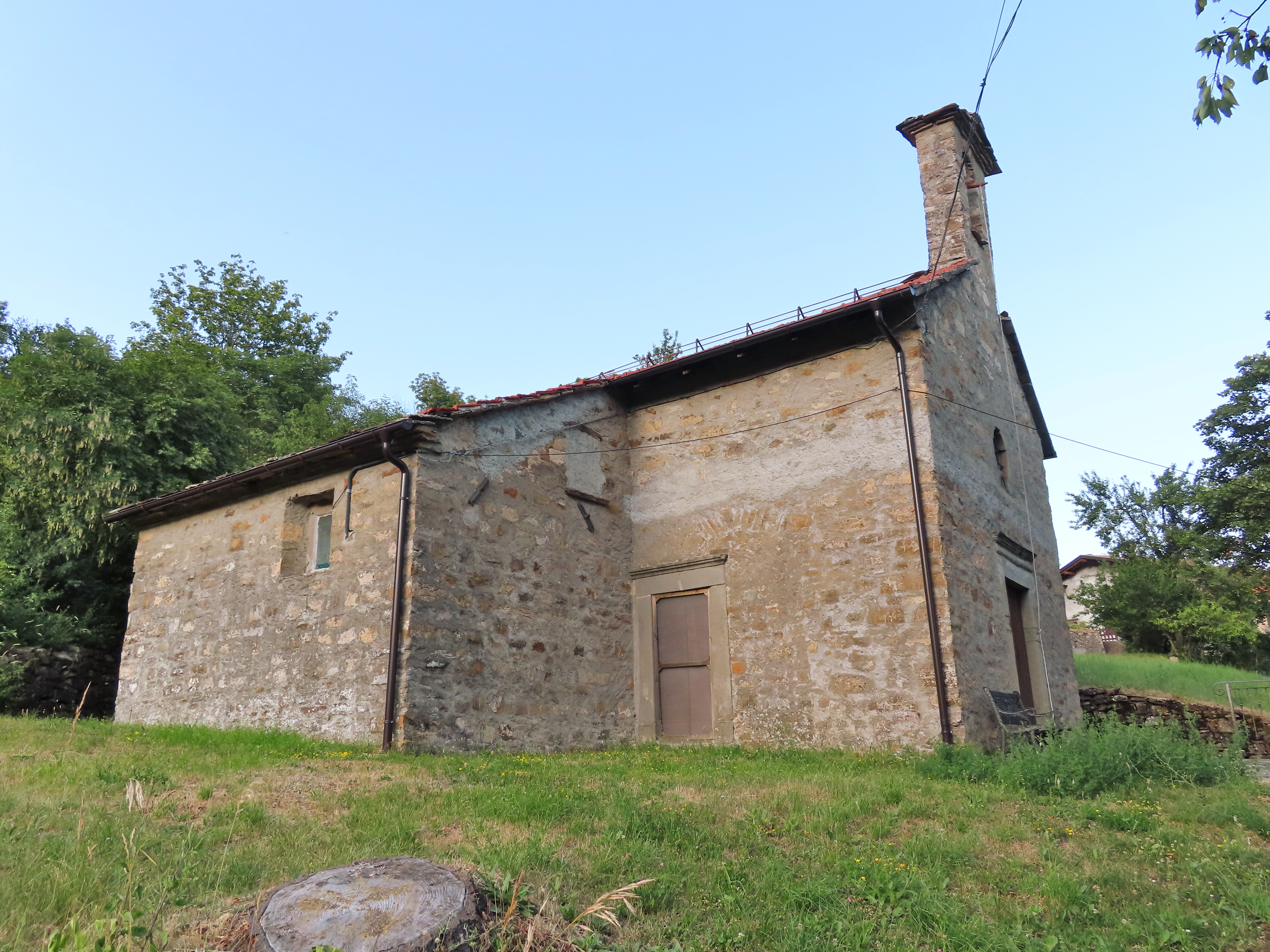
Facciata e lato ovest

Il piccolo oratorio si sviluppa su una pianta a navata unica affiancata da una cappella per lato, con ingresso a sud e presbiterio a nord.
La semplice e simmetrica facciata a capanna, interamente rivestita in pietra semi-intonacata, è caratterizzata dalla presenza dell'ampio portale d'ingresso centrale, delimitato da una larga cornice in arenaria e sormontato da una mensola modanata; più in alto si apre una piccola finestra cruciforme strombata, inquadrata da una cornice in pietra; sulla sommità del prospetto si erge infine un campanile a vela, coronato da un frontone triangolare.
I fianchi, le cappelle laterali e il retro, privi di aperture, sono anch'essi rivestiti in pietra semi-intonacata.
All'interno la navata, coperta da una volta a botte riccamente decorata con motivi a festoni, stemmi e fiori, è affiancata, all'angolo con le cappelle laterali, da due massicce paraste coronate da grandi capitelli aggettanti modanati, a sostegno del cornicione perimetrale.
In corrispondenza delle cappelle, l'aula è sormontata da una piccola cupola dipinta, che si eleva sui pennacchi; le cappelle, chiuse superiormente da volte a botte decorate, ospitano gli altari laterali, in corrispondenza dei quali il cornicione perimetrale si interrompe.
Il presbiterio, coperto da una volta a botte lunettata riccamente dipinta, accoglie l'altare maggiore a mensa in marmo grigio e il leggio ricavato da una colonna seicentesca in arenaria.